# Brajcsino
Brajcsino (macedónul: Брајчино) település Észak-Macedóniában, a Pelagonijai körzet Reszeni járásában.

## Népesség
| Lakosok száma | 933  | 931  | 795  | 689  | 755  | 810  | 212  | 134  | 68   |
|               | 1948 | 1953 | 1961 | 1971 | 1981 | 1991 | 1994 | 2002 | 2021 |

- 2002-ben 134 lakosa volt, akik közül 133 macedón és 1 szerb.